# Yip King Wai
Yip King Wai (* 3. März 2005) ist ein chinesischer Sprinter, der international für Hongkong startet.

## Sportliche Laufbahn
Erste Erfahrungen bei internationalen Wettbewerben sammelte Yip King Wai im Jahr 2022, als er bei den U18-Asienmeisterschaften in Kuwait in 10,80 s und 21,77 s jeweils den vierten Platz über 100 und 200 Meter belegte und mit der Hongkonger Sprintstaffel (1000 Meter) in 1:56,82 min die Bronzemedaille gewann. 2024 schied er bei den U20-Asienmeisterschaften in Dubai mit 21,69 s im Halbfinale im 200-Meter-Lauf aus und siegte in 39,67 s mit der 4-mal-100-Meter-Staffel. Anschließend wurde er bei den U20-Weltmeisterschaften im Vorlauf über 200 Meter disqualifiziert und verhalf der Staffel zum Finaleinzug. Im Jahr darauf belegte er bei den Asienmeisterschaften in Gumi in 21,16 s den siebten Platz über 200 Meter. Im Juli schied er bei den World University Games in Bochum mit 10,73 s und 21,37 s jeweils im Halbfinale über 100 und 200 Meter aus.
2025 wurde Yip Hongkonger Meister im 100-Meter-Lauf.

## Persönliche Bestleistungen
- 100 Meter: 10,38 s (+0,9 m/s), 10. Mai 2025 in Hongkong
- 200 Meter: 21,10 s (−0,9 m/s), 30. Mai 2025 in Gumi